# Vlček etiopský
Vlček etiopský (Canis simensis nebo Simenia simensis) je vzácná psovitá šelma, která žije pouze v Etiopii.

## Taxonomie
Tento vlček není poddruhem vlka, ale jeho příbuzným, ačkoliv ještě donedávna byl považován za druh lišky, a to díky zvláštní stavbě těla a typicky liščím znakům jako jsou dlouhé uši, čenich a nohy, silný huňatý ocas a především hnědo-rezaté zbarvení s kombinací bílých a černých skvrn na ocase a břichu.

## Popis
Jde o jednu z menších psovitých šelem. V dospělosti dosahuje v kohoutku velikosti pouhých 60 centimetrů a hmotnost samců je maximálně 18 kilogramů. U samic platí stejné měřítko rozdílu mezi psy a fenami jako u všech psovitých šelem, velikostí i hmotností jsou mnohem drobnější.
Jedním z důvodů je samozřejmě prostředí, ve kterém se vyvíjel a jehož podmínky z něj učinily lehkého a vytrvalého lovce, schopného skrývat se v nízkých keřích a obratně se pohybovat na skalnatém povrchu.
Existuje několik pojmenování: pro svou podobnost s liškou byl dlouho označován jako liška habešská, domorodci jej nazývají ky kebero, což znamená červený šakal.

## Rozšíření
I přesto, že není významným zástupcem psovitých šelem, je výjimečný hned v několika bodech: vyskytuje se pouze ve dvou velmi malých oblastech Afriky – přesněji Etiopie, jak název napovídá. Sem se dostal již na konci poslední doby ledové z oblastí západní Evropy a dnešního Ruska. Žije na horských pustinách v nadmořské výšce až 4 000 m.

## Potrava
Vlčci se specializovali na lov hlodavců, především hlodounů, jež tvoří základ jejich potravy, a myší, dále zajícovců a mláďat větších savců. Také patří mezi mrchožrouty. Tento stav se však mění díky činnosti člověka, jehož stáda dobytka spásají a ničí prostředí, ve kterém se zdržuje přirozená kořist vlčka. Jeho další výjimečnou vlastností, která však napomáhá vyhubení, je fakt, že vlček etiopský nemá přirozený strach z lidí, a tak se stává snadným terčem. Dnešní populace je odhadována na pouhých 500 až 600 jedinců a řadí se tak mezi ohrožené druhy.

## Chování
Co se týče společenského života, i tady existuje zvláštnost. Vlček etiopský je ve dne lovec samotář a po setmění se instinktivně sdružuje do smeček o maximálně sedmi jedincích, aby si zajistil bezpečí.
Páří se na přelomu podzimu a zimy. Vrh čítá přibližně sedm vlčků, jejichž rodiči může být pouze alfa-pár (vůdci smečky – samec s družkou) a jejich výchova začíná v norách a za přítomnosti členů smečky, což jsou již shodné znaky s ostatními psovitými.

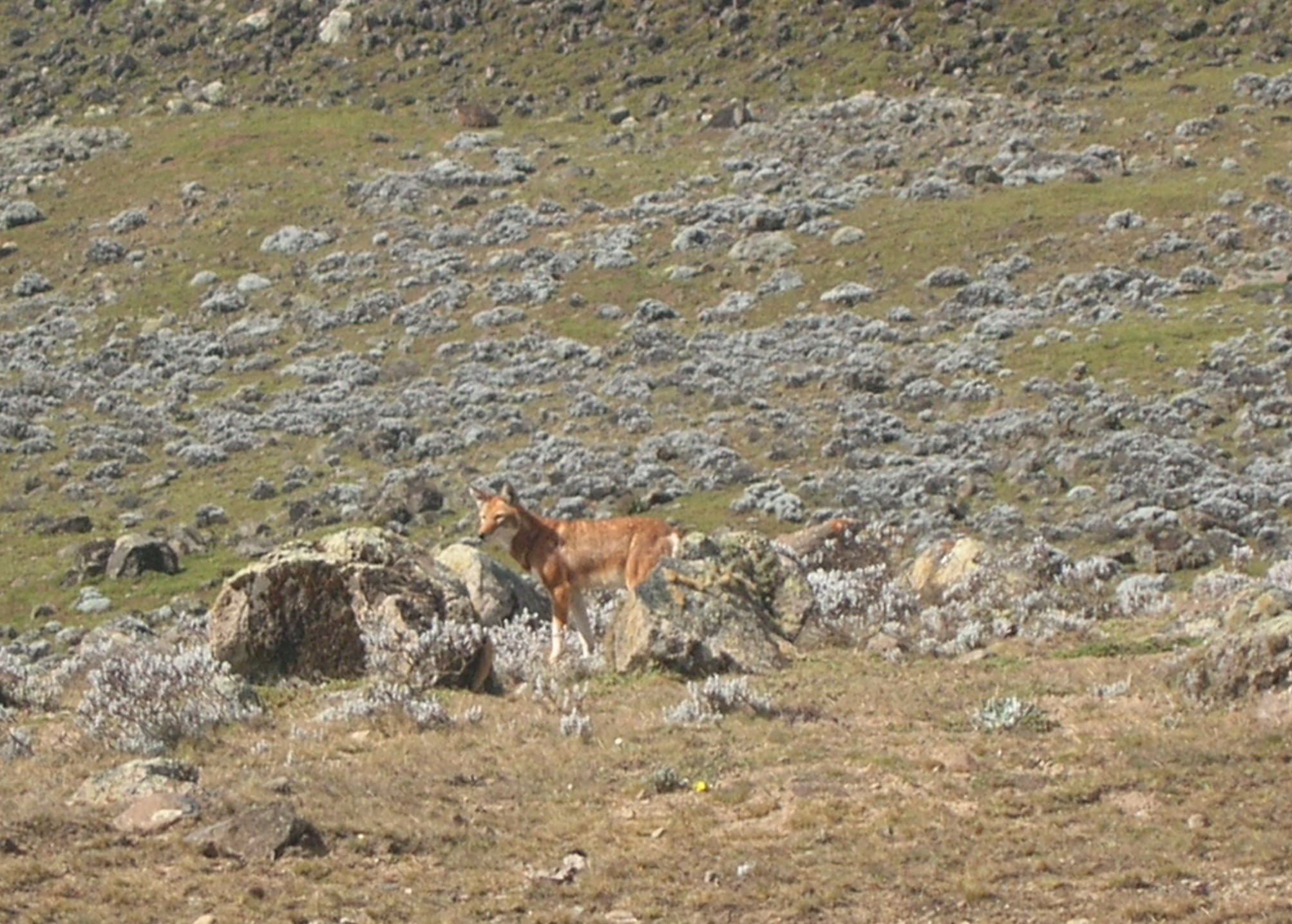
Vlček ve svém typickém životním prostředí

## Ochrana
Vlčky ohrožují ničení životního prostředí, choroby a pronásledování ze strany lidí. Organizace na ochranu přírody mají proti tradičním zvykům etiopských obyvatel malou šanci na zlepšení situace, ale snaží se cílenými ochrannými prostředky a sledováním jednotlivých smeček dospět alespoň ke stagnaci přežívajících kusů a zajištění jejich klidného rozmnožování.